# Aimé Lavy
Pour les articles homonymes, voir Lavy.
Jean-Baptiste-Aimé Lavy est un homme politique français né le 26 septembre 1850 à Bourbon-l'Archambault (Allier) et décédé le 3 novembre 1921 à Paris (18e).

## Biographie
Fils d'un cuisinier, instituteur puis directeur de l'école laïque de la rue Blanche, Aimé Lavy est l'un des fondateurs du Parti ouvrier (qui sera renommé Parti ouvrier français ou POF), en 1876, et collabore dès sa création, en 1878, au journal Le Prolétaire. Membre de la Fédération des travailleurs socialistes de France (FTSF), il est élu conseiller municipal de Paris (Quartier de la Goutte-d'Or) en 1887, comptant dans les rangs socialistes (tendance possibiliste). Il abandonne ce mandat quand il est élu, lors d'une élection partielle due à la mort de Jules Joffrin,  député de la Seine en 1890. Réélu aux élections législatives de 1893, siégeant au sein du groupe socialiste, il est battu lors des élections de 1898.
En 1899, il devient chef de cabinet d'Alexandre Millerand, puis occupe diverses fonctions administratives publiques ou privées.
Son nom est donné en 1929 à une rue du 18e arrondissement de Paris, où il est mort.

## Source
- « Aimé Lavy », dans le Dictionnaire des parlementaires français (1889-1940), sous la direction de Jean Jolly, PUF, 1960 [détail de l’édition]